# 52316 Daveslater
52316 Daveslater è un asteroide della fascia principale. Scoperto nel 1992, presenta un'orbita caratterizzata da un semiasse maggiore pari a 1,8966557 UA e da un'eccentricità di 0,0653193, inclinata di 28,98418° rispetto all'eclittica.